# Kambove
Kambove è una città ed un Territorio della Repubblica Democratica del Congo, situata nella provincia dell'Alto Katanga.
Situata nell'estremo sud del Paese, non lontano dal confine con lo Zambia, la città è un importante centro minerario per l'estrazione di rame e cobalto, in giacimenti sfruttati dalla compagnia statale Gécamines.